# Alessandro Salvio
Alessandro Salvio (Nápoles, 1570 - ¿Nápoles?, 1640) fue un ajedrecista italiano. Pertenecía a una familia rica napolitana que le permitió estudiar y conseguir el título de doctor. Es considerado campeón del mundo de ajedrez entre 1598 y 1621.

## Biografía
En 1595 se batió con un anciano Paolo Boi, al que venció. Frecuentó la academia de ajedrez napolitana en casa de Constanzo Carafa, donde hizo varias exhibiciones de partidas a la ciega. Gracias a estas proezas entró al servicio del conde de Benavente, el marqués de Corleto, el conde Francisco de Castro, el conde de Lemos, e incluso del papa de Roma. En 1604 dedicó a Flucio de Constanza, marqués de Corleto, su «Tratado de la invención liberal del juego del ajedrez», Nápoles 1604. También escribió, en 1612, La Saccaide, una curiosa tragedia en verso. También dedicó su pluma a escribir biografías de los grandes jugadores de su tiempo, Leonardo da Cutri y Paolo Boi.
De él es una de las líneas del gambito de rey, conocida como gambito Salvio.
1.e4 e5 2.f4 exf4 3.Cf3 g5 4.Ac4 g4 5.Ce5 Dh4+ 6.Rf1
Fue un gran conocedor y divulgador de la teoría del ajedrez, y también de muchas aperturas, que aprendió estudiando las partidas de sus predecesores. Sus libros fueron muy populares hasta finales del siglo XVIII.

### Parentescos
Su hermano Carlo era un buen poeta que le dedicó algunos versos.